# Nile Breweries FC
Nile Breweries FC ist ein ugandischer Fußballverein aus Jinja.

## Geschichte
- Den größten nationalen Erfolg gelang ihnen 1980, als der Verein seinen ersten Meistertitel gewinnen konnte. Im Pokal blieb ihnen der Erfolg bisher versagt, obwohl sie viermal im Endspiel standen.

## Erfolge
- Uganda League (1): 1980
- Uganda Pokal-Finalist (4): 1982, 1991, 1992, 1996

## Statistik in den CAF-Wettbewerben
| Saison | Wettbewerb                     | Runde    | Land                         | Verein         | Heim | Auswärts |
| ------ | ------------------------------ | -------- | ---------------------------- | -------------- | ---- | -------- |
| 1981   | African Cup of Champions Clubs | 1. Runde | Zentralafrikanische Republik | TP USCA Bangui | 2:1  | *        |
|        | African Cup of Champions Clubs | 2. Runde | Ägypten                      | Al-Ahly Kairo  | 2:0  | 0:5      |

- 1981: USCA Bangui verzichtete auf das Rückspiel und somit erreichte Nile Breweries FC die 2. Spielrunde.